# Solomonar
Solomonarul este magicianul (vrăjitorul) despre care se credea, în mitologia românească, că poate controla norii și ploaia. Solomonarii sunt cei care controlează mișcarea balaurilor norilor, pot aduce grindina și vindecă boli. În Țara Moților sunt cunoscuți ca Șolomonari sau Zgrimințieș. „Mitologia populară spune că șolomonarii au o anumită carte, în care se cuprinde toată știinta și puterea lor. Cartea aceasta o învață șolomonarii în școala din cetatea Babariului, și nu fiecare iese șolomonar, ci numai din 7 unul.”(conform Literatura populară, București, 1985, p. 53). Eugen Agrigoroaiei îi compară cu Kadmos, definind casta lor ca fiind moștenire dacică și spune că solomonarul din tradiția folclorică este rezultatul unui „proces de zeificare a sacerdotului”. Pentru acest cercetător, solomonarii sunt „preoți initiați”. Deși se pare că termenul "solomonar" a pătruns în lexicul românesc abia prin secolele XVII-XVIII, originea primilor izgonitori de nori se pierde în adâncimile istoriei. Numele de „solomonar” și-l capătă abia în Evul Mediu, sub influența culturii iudeo-creștine, datorită unei asemănări fonetice cu termenul local „salman”. Există însă numeroase interpretări ale provenienței mitului, cele mai multe legate de preoții geto-dacilor Kapnobatai sau Ktistai, peste care s-au adăugat și numeroase influențe creștine și nu numai, rezultând un produs sincretic de mituri și credințe. Traian Herseni crede că tagma solomonarilor ar proveni din ordinul monastic al dacilor - ktistai - deoarece locuiau „în locuri solitare, în păduri sau aproape de lacurile montane”.
.Solomonarii, numiți și grindinari, hultani, ghețari, izgonitori de nori sau zgrabunțași sunt inițiați (trăind și astăzi în Bucovina) la școlile de solomonărie în astrologie, prezicerea viitorului, dar mai ales în stăpânirea tuturor fenomenelor meteorologice, venind de pe Tărâmul Celălalt . Unii îi alătură vechilor preoți asceți traco-geți - kapnobatai (călători prin nori sau umblători prin fum), cei care săgetau norii spre a opri balaurii furtunilor. Alții spun c-ar fi urmași ai Sfântului Ilie, des întâlnit în legendele populare, vrăjitorul care-i fulgera pe draci și pe oamenii păcătoși. Mai este o variantă: așa cum se spune într-un basm bucovinean, cules în 1932, solomonarii au puterea de la împăratul cel înțelept Solomon, care a stăpânit toate tainele de pe lumea asta. Solomon, faimosul rege iudeu biblic, putea să închidă și să deschidă cerurile, iar la porunca lui vânturile îl ridicau chiar până la Dumnezeu.
Asemenea unor asceți, solomonarii trăiesc departe de lume, pe Tărâmul Celălalt, dar mai coboară prin sate pentru a cerși, deși nu au nevoie de nimic, iar unde nu sunt primiți bine, abat balaurul grindinei. Cele mai multe relatări se referă la oameni înalți, roșcovani, cu mantii albe, având la brâu unelte magice, fie cerșind prin sate, fie călare pe balaurii grindinei, singuri sau alături de moroi. Pentru a se feri de mânia solomonarilor, oamenii puteau apela la un Meșter Pietrar, un solomonar revenit printre oameni, dar care le știe magia.
Tradiția românească nu pune la îndoială existența lor, ba chiar ar exista și mărturii din Ardeal și din Bucovina cu privire la existența unor ultimi solomonari.  

## Descriere fizică
Solomonarul este văzut ca un bărbat înalt cu ochii bulbucați și părul roșcat, îmbrăcat într-o haină albă. Solomonarii poartă un topor din fier descântat cu care se crede că acesta fabrică grindina dar care are și un rol de paratrăznet când este împlântat în pământ sau în pragul casei, un frâu din coajă de mesteacăn cu care acesta strunește, îmblânzește și dirijează balaurul grindinii, Cartea Solomonăriei, în care se află toată puterea și știința lor, iar la piept o toacă mică de lemn cu care solomonarul invocă Vântoasele. În unele părți din recuzita solomonarului are și niște legături din cârpe ce poartă, „moime”, nume ce seamănă , etimologic vorbind, cu termenul „moine” adică „vreme grea”, furtună. Cel mai fidel portret al Solomonarilor este făcut de Traian German: Solomonarii nu-și mărturisesc niciodată profesiunea în fața oamenilor, dar orice sătean îi poate recunoaște, „căci au o înfățișare îngrozitoare, cu ochi bulbucați, frunte lată și încrețită, piept lat, trup puternic, statură mijlocie sau mică”, iar „hainele lor sunt numai petice și foarte murdare, ca de cerșetor”.

## Educația solomonară
Știința lor este transmisă de la maestru la un ucenic, luat de un solomonar bătrân dintre copii însemnați la naștere (purtători de căiță, o membrană care le acoperă capul și trupul) și crescut în peștera lor de la marginea pământului. Legendele românești mai spun că solomonar poate deveni doar copilul născut cu căiță sau cu o membrană ce îi acoperă corpul care la o vârstă fragedă este luat de un solomonar bătrân și dus la Solomonanță sau Școala de solomonărie, aflată undeva la capătul pământului într-o groapă adâncă sau într-o peșteră. Se spune că aici, lecțiile ar fi predate de însuși Diavolul sau de arhidemonul Uniilă și că din 7 ucenici doar unul singur ajunge să fie solomonar plin, la sfârșitul unui stagiu de pregătire ce durează până la vârsta de 20 de ani, desfășurându-se în condiții foarte dificile. În această școală solomonarii învață toate limbile vietăților de pe pământ, toate farmecele și toate descântecele și după ce asimilează toate acestea se retrag într-o peșteră în care, așezați la o masă din piatră, scriu într-o carte toată știința.